# Psychotria sororia
Psychotria sororia är en måreväxtart som beskrevs av Dc.. Psychotria sororia ingår i släktet Psychotria och familjen måreväxter. Inga underarter finns listade i Catalogue of Life.